# آلفرد نوبل (بازیکن فوتبال)
آلفرد نوبل (انگلیسی: Alfred Noble; ۱۸ سپتامبر ۱۹۲۴ – ۲۴ نوامبر ۱۹۹۹) بازیکن فوتبال اهل بریتانیا بود.
از باشگاه‌هایی که در آن بازی کرده‌است می‌توان به باشگاه فوتبال کولچستر یونایتد اشاره کرد.
وی همچنین در تیم ملی فوتبال تیم فوتبال المپیک بریتانیای کبیر بازی کرده‌است.